# ソロモン・ハウモノ
ソロモン・ハウモノ（Solomon Haumono、1975年10月13日 - ）は、オーストラリア国籍のプロボクサー、元ラグビーリーグ選手。ニュージーランド・オークランド出身。身長188cm、リーチ188cm。第18代・第19代OPBF東洋太平洋ヘビー級王者。第16代PABAヘビー級王者。

## 来歴
元々はラグビーリーグの選手で、ナショナルラグビーリーグとスーパーリーグで活躍した。
2000年にラグビーリーグを引退し、ボクシングに転向した。
2000年7月3日、シドニーでのデビュー戦を2回KO勝ちでデビュー戦を白星で飾った。
2001年7月13日、4戦目でニューサウスウェールズ州ヘビー級王座の獲得に成功した。同王座は1度の防衛を果たした。
2002年6月14日、ファトゥ・チマノノ(フィジー)戦を最後に一度ボクシングを引退し、ラグビーリーグに復帰することとなった。
2007年にボクシング復帰。同年3月7日に5年前に戦った相手と対戦し初回KO勝ちでブランクを物ともせずパワーを見せつけた。
2008年8月27日、クリフ・コーザー(アメリカ合衆国)とヘビー級8回戦を行い、3-0の判定勝ちを収めた。デビュー戦から続いていた連続KO勝ちは14で止まったものの、デビュー戦からの連勝を15に伸ばした。
2009年3月11日、元OPBF東洋太平洋ヘビー級王者のコリン・ウィルソン(アメリカ)とヘビー級10回戦を行い、1-1の判定で引き分けた。キャリア初の引分でデビュー戦からの連勝が16で止まった。
2009年8月16日、ジャスティン・ホワイトヘッドとWBFインターナショナルヘビー級王座決定戦を行い、プロ初黒星となる1-2の判定負けを喫し王座獲得に失敗した。デビュー戦からの連勝が16で止まった。
2009年9月18日、OPBF東洋太平洋ヘビー級王者マイケル・カービー(アメリカ)と対戦し、10回21秒TKO勝ちを収め王座獲得に成功した。
2012年7月5日、オークランドでジョーイ・ウィルソン(ニュージーランド)とヘビー級8回戦を行い、1-1の判定で引き分けた。
2012年9月7日、フランクリン・エゴビ(ナイジェリア)とオーストラリアヘビー級王座決定戦を行い、10回2分5秒TKO勝ちを収め王座獲得に成功した。
2012年12月31日、日本の大阪で自身の王座返上に伴うOPBF東洋太平洋ヘビー級王座決定戦を藤本京太郎（日本/角海老宝石）と行い、5回57秒TKO勝ちを収め3年ぶりの王座返り咲きに成功した。
2013年4月28日、ビタリ・クリチコに挑戦経験あるケビン・ジョンソン(アメリカ)とヘビー級契約での試合を行い、プロ初のKO負けとなる10回TKO負けを喫した。
2014年10月2日、2012年12月31日にOPBF東洋太平洋ヘビー級王座を戴冠してから一度も防衛戦を行わなかった為、王座を剥奪された。
2015年10月30日、ニューサウスウェールズ州レッドファーンでハンター・サムとPABAヘビー級暫定王座決定戦を行い、12回3-0（98-91、98-92、97-92）の判定勝ちを収め王座獲得に成功した。
2015年11月10日、WBAは最新ランキングを発表。上述のサム戦に勝利し王座獲得に成功したハウモノをWBA世界ヘビー級14位にランクインした。
2015年12月10日、WBAは最新ランキングを発表。ハウモノをWBA世界ヘビー級14位に据え置いた。
2016年1月19日、WBAは最新ランキングを発表。ハウモノをWBA世界ヘビー級ランキングから15位以下に除外した。
2016年4月8日、WBAは最新ランキングを発表。ハウモノをWBA世界ヘビー級13位にランクインした。
2016年4月27日、ブリスベンのブリスベンコンベンション&エキシビジョンセンターでマヌエル・アルベルト・プチェタ（アルゼンチン）とWBAオセアニアヘビー級暫定王座決定戦並びにジョセフ・パーカーの王座剥奪に伴うPABAヘビー級王座決定戦を行い、6回KO勝ちを収めWBAオセアニア暫定王座とPABA王座の正規王座認定に成功した(記録上は暫定王座の初防衛)。
2016年5月6日、WBAは最新ランキングを発表。ハウモノをWBA世界ヘビー級12位にランクインした。
2016年6月8日、WBAは最新ランキングを発表。ハウモノをWBA世界ヘビー級11位にランクインした。
2016年7月14日、WBAは最新ランキングを発表し、ハウモノをWBA世界ヘビー級11位に据え置いた。
2016年7月21日、クライストチャーチのホーンキャッスル・アリーナでWBOオリエンタルヘビー級王者でOPBF東洋太平洋ヘビー級王者のジョセフ・パーカーと対戦し、4回1分35秒TKO負けを喫しWBOオリエンタル王座の獲得、OPBF王座への返り咲きに失敗した。
2016年8月11日、WBAは最新ランキングを発表し、上述のパーカー戦に敗れたハウモノをWBA世界ヘビー級ランキングからランク外とした。
2017年6月24日、グダニスクのエルゴ・アリーナで元世界2階級制覇王者のトマシュ・アダメクとヘビー級10回戦を行い、10回0-3（90-100、91-99が2者）の判定負けを喫し再起を果たせなかった。

## 戦績
- プロボクシング：30戦24勝(21KO)4敗2分

## 獲得タイトル
- ニューサウスウェールズ州ヘビー級王座
- 第18代OPBF東洋太平洋ヘビー級王座（防衛0=返上）
- オーストラリアヘビー級王座
- 第19代OPBF東洋太平洋ヘビー級王座（防衛0=剥奪）
- PABAヘビー級暫定王座（防衛1=正規王座に認定）
- WBAオセアニアヘビー級暫定王座（防衛0）
- 第16代PABAヘビー級王座（防衛0）